# Valeria Răcilă
Valeria Răcilă, född den 2 juni 1957 i Stulpicani i Rumänien, är en rumänsk roddare.
Hon tog OS-brons i dubbelsculler i samband med de olympiska roddtävlingarna 1980 i Moskva.